# Jacques Narceau
Jacques Narceau est un peintre charentais. Il naît le 17 juin 1947 à Châteauneuf-sur-Charente.

## Biographie
À 17 ans, il part pour Paris pour étudier la peinture. À sa sortie de l'École nationale supérieure des beaux-arts de Paris, très attaché à sa région, il revient vivre en Charente) successivement à Saint-Même-les-Carrières puis à Jarnac.
En 1969, il commence réellement à peindre et à vendre. Il expose d’abord à Paris avec le groupe Les Ardents et participe avec des jeunes artistes à des expositions poésie, peintures. Il illustre les poèmes de Jean-Jacques Brion.
En 1972, il ouvre avec des amis une galerie-café Le Tikabrak, à Cognac et participe au lancement du cinéclub La Curieuse Bobine.
Il assure actuellement des cours de dessin et de peinture auprès des jeunes et des adultes, et expose régulièrement.

## Œuvre
L’œuvre de Jacques Narceau est varié. Il a travaillé le métal, notamment la tôle d'aluminium martelé et coloré, puis la pierre, mais sans délaisser les peintures à l’huile, ainsi que les pastels.
Après une période fantastique Les Métamorphoses (qui seront exposées à Bordeaux dans la Galerie des Arcanes), puis un voyage initiatique au Brésil (où il expose à Bahia de Salvador), il passe par une phase symbolique et surréaliste.
En 1992, il fait de nombreux voyages à Paris et utilise de la pâte à papier épaisse qu'il imprègne de peinture acrylique. Cette technique de gravure (Aquagravure) avait été mise au point par Bernard Pras pour la reproduction d'œuvres de grands peintres du Mouvement Cobra (Corneille, Appel, Lindström, etc). Puis sa peinture redevient plus figurative.
Membre de l'association Etc'Art, Jacques Narceau aime s'impliquer dans la vie culturelle régionale. Il crée des décors pour le Coup de chauffe automnale de Cognac.
Il expose tous les ans à Jarnac et à Cognac et l'on peut suivre l'évolution de sa peinture.

## Sa peinture
Sa peinture à l’huile a une facture très personnelle, sa technique se définissant par une matière toute en relief et par de larges taches brossées rapidement, nerveusement, avec des rouges agressifs qui lui permettent d'affirmer son goût des contrastes, entre ombre et lumière. Le sujet importe peu, mais les portraits se rencontrent souvent, avec un visage et des mains qui s'imposent avec force, des expressions et des gestes captés en instantané. Jacques Narceau explore aussi les corps, surtout celui des femmes, un de ses thèmes favoris.
Pour ses paysages charentais, il utilise également les pastels habités de silhouettes fantomatiques, notamment dans sa série des bains de mer ou dans la série des bateaux avec une lumière et une fraîcheur propre à cette Charente maritime de son enfance.